# Pavel Ermolinskij
Pavel Ermolinskij, (nacido 25 de enero de 1987 en Kiev) es un jugador de baloncesto profesional de nacionalidad islandesa y origen ucraniano. Mide 2,02 metros de altura y su polivalencia le permite jugar en las posiciones de base, escolta o alero.

## Biografía
Se formó en las categorías inferiores del Skallagrímur Borgarnes de Islandia equipo con el que debutó en la máxima categoría del baloncesto de aquel país, la Úrvalsdeild karla, con tan sólo 15 años de edad. En la temporada 2002/03 fichó por el ÍR Reykjavík y una temporada más tarde se marchó a jugar a Francia a las filas del Jeanne d'Arc Vichy de la LNB ProA.
Con 17 años, en la temporada 2004/05 llega a España de la mano del Unicaja Málaga donde juega en sus categorías inferiores e incluso llega a debutar en la liga ACB en la que disputa 5 partidos, aunque su participación con el primer equipo fue meramente testimonial pues se redujo a 8 minutos jugados en todo el campeonato.
Las dos siguientes campañas alternó su participación en las categorías inferiores del Unicaja con partidos en el equipo vinculado del mismo Unicaja, el Clínicas Rincón Axarquía de la LEB.
En la temporada 2007/08 es cedido por el equipo malacitano al CB Ciudad de Huelva de la LEB Oro. En Huelva jugó un total de 19 partidos, tras perderse la primera mitad de la temporada por una grave lesión, en los que promedió 2,5 puntos y 3,1 rebotes en 18 minutos de juego.
La temporada 2008/09, ya desvinculado del Unicaja, llega a un acuerdo con el UB La Palma de la LEB Oro, firmando un contrato por dos temporadas. Tras acreditar unos números de 4,1 puntos, 5,2 rebotes, 1,9 asistencias y 1,2 robos de balón en 24 minutos de juego el club insular ejecuta la cláusula que le permitía rescindir el contrato tras el primer año del mismo.
A finales de agosto de 2009, el Cáceres 2016 Basket de la LEB Oro anuncia que ha llegado a un acuerdo con el jugador de cara a incorporarlo a su plantilla para la temporada 2009/10. La llegada de Gustavo Aranzana al conjunto extremeño hizo que la participación en los partidos oficiales, ya de por sí escasa, pasará a ser prácticamente nula, lo que conllevo que a finales de enero de 2010 el jugador alcanzase un acuerdo para marcharse cedido hasta final de temporada al KR Reykjavík islandés.

## Clubes
- Skallagrímur Borgarnes (2001-2002)
- ÍR Reykjavík (2002-2003)
- Jeanne d'Arc Vichy (2003-2004)
- Unicaja Málaga (2004-2005)
- →  Clínicas Rincón Axarquía (2005-2007)
- Ciudad de Huelva (2007-2008)
- La Palma (2008-2009)
- Cáceres 2016 (2009-2010)
- →  KR Reykjavík (2010-2011)
- Sundsvall Dragons (2011-2012)
- Norrköping Dolphins (2012-2013)
- KR Reykjavík (2013-2019)
- Valur Reykjavík (2019-actualidad)

## Palmarés
- 2005. Medalla de Plata en el Campeonato de Europa sub-18 B con la Selección de Islandia.
- 2005. Campeón de la Copa del Rey con el Unicaja Málaga.
- 2005/06. Subcampeón del Circuito sub-20 con el Unicaja Málaga.